# Lý trí và tình cảm
Lý trí và Tình cảm (tiếng Anh: Sense and Sensibility) là một tiểu thuyết của nhà văn Anh Jane Austen. Được xuất bản năm 1811, nó là cuốn tiểu thuyết đầu tiên của Austen được xuất bản, dưới bút danh "A Lady." (dịch: một quý cô)
Câu truyện xoay quanh Elinor và Marianne, hai người con gái của ông Dashwood với người vợ thứ hai. Họ có một người em gái, Margaret, và một người anh trai cùng cha khác mẹ tên là John. Khi người cha qua đời, tài sản của gia đình được trao lại cho John, và ba người con gái cùng với bà mẹ phải sống trong một hoàn cảnh không mấy dư dả. Họ tới ngôi nhà mới, một ngôi nhà ở nông thôn của một người họ hàng xa, nơi mà họ trải nghiệm cả tình yêu và nỗi buồn khi tình yêu tan vỡ. Tuy nhiên, cuối cùng Elinor và Marianne đều có được hạnh phúc.
Cuốn sách đã được nhiều lần chuyển thể thành phim điện ảnh và truyền hình, bao gồm phim truyền hình năm 1981 (Rodney Bennett); phim điện ảnh năm 1995 ; một phiên bản bằng tiếng Tamil tên là Kandukondain vào năm 2000; phim truyền hình trên BBC vào năm 2008 (John Alexander).
Nội dung của câu truyện đã được lấy cảm hứng để viết kịch bản cho bộ phim truyền hình Ấn Độ Giấc mơ thiên đường.

## Cốt truyện
Khi ông Dashwood qua đời, gia sản của ông là Norland Park được trao lại cho người con trai duy nhất là John, và cũng là con của người vợ đầu. Bà Dashwood, người vợ thứ hai, cùng với ba người con gái là Elinor, Marianne và Margaret chỉ được một phần nhỏ.
Trước khi mất, ông Dashwood đã bắt John phải hứa sẽ chăm sóc các em và mẹ kế. Và John đã định dành cho họ ba nghìn bảng. Nhưng người vợ ích kỉ của anh, Fanny, sợ rằng đó có thể là một tổn thất đối với Harry, đứa con trai 4 tuổi của cô, nên đã thuyết phục John rằng họ chỉ có một nửa dòng máu với anh, và nên giảm số tiền trợ cấp xuống. Cuối cùng, thay vì ba nghìn bảng, bốn người phụ nữ chỉ được năm trăm bảng một năm. Sau cái chết của ông Dashwood, John và Fanny chuyển tới Norland như những người chủ mới. Bà Dashwood và 3 người con gái bị đối xử như những vị khách trong chính ngôi nhà của mình, và họ bắt đầu tìm nơi ở mới.
Anh trai của Fanny, Edward Ferrars, một quý ông trẻ tuổi, thông minh, dễ chịu nhưng rụt rè tới thăm Norland. Anh và Elinor có cảm tình với nhau và bà Dashwood rất mong họ sẽ kết hôn. Tuy nhiên, Fanny bộc lộ rõ rằng mẹ của họ, một góa phụ giàu có, muốn con trai bà kết hôn với một phụ nữ có sản sự lớn hoặc địa vị cao, hoặc cả hai. Mặc dù Edward quan tâm đến Elinor, nhưng thái độ rụt rè của anh khiến cho mọi người khó đoán được dự định sau này của Edward. Về Elinor, cô mong rằng mọi người không quá hi vọng vào cuộc hôn nhân này, nhưng bản thân cô lại có.
Một trong những người họ hàng của bà Dashwood, Ngài John Middleton giàu có, mời bà đến ở một ngôi nhà nông thôn ở Barton Park, Devonshire, và bà Dashwood chấp thuận. Tuy nó quá bé và tối nếu so sánh với Norland, nhưng bà và các con gái cố làm cho nó trở nên tốt nhất có thể. Ngài John tiếp đón họ nồng nhiệt, luôn mời họ ăn tối với gia đình ông ở Barton và tham gia các hoạt động của họ. Luôn luôn ở cạnh Ngài John là bà Jennings, mẹ ông của ông, một góa phụ giàu có, tốt bụng và hài hước, đã ngay lập tức muốn tìm chồng cho các cô gái nhà Dashwood.
Khi tới thăm Ngài John, nhà Dashwood gặp người bạn cũ của ông, Đại tá Brandon. Nhanh chóng sau đó có vẻ như Brandon có cảm tình với Marianne, và bà Jennnings trêu đùa họ về chuyện này. Tuy nhiên Marianne lại không có hứng thú; cô cho rằng một người đàn ông 35 tuổi như Brandon thì không thể yêu một ai.

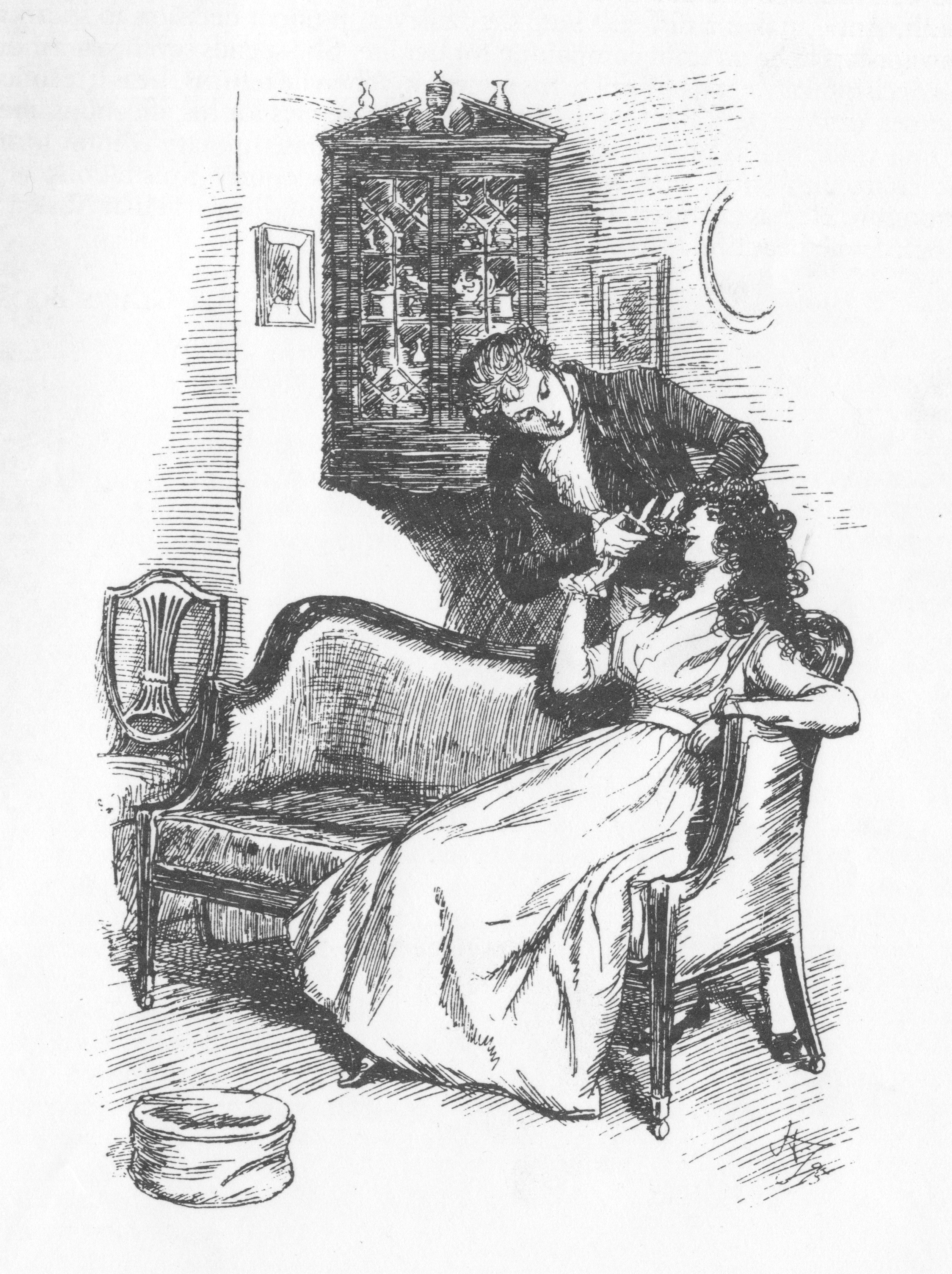
Bức họa từ thế kỷ 19 vẽ cảnh Wiloughby cắt một phần tóc của Marianne (chương 12)

Một lần khi đi ra ngoài lúc trời mưa, Marianne trượt ngã và bị bong gân. Người đàn ông trẻ hào nhoáng, đẹp trai John Willoughby đang đi thăm bà cô giàu có (bà Smith) đã vô tình ra ngoài cùng với khẩu súng và con chó ở gần đó và trông thấy sự việc. Anh đưa cô về nhà và nhanh chóng có được sự ngưỡng một của cô vì vẻ ngoài đẹp trai và tính cách cởi mở, trái ngược với sự yên lặng của Brandon. Anh đến thăm cô hàng ngày, và bà Dashwood và Elinor bắt đầu nghi ngờ rằng hai người đã bị mật đính ước. Sau một lần ra ngoài, Wiloughby đã nói với bà Dashwood rằng anh có một điều quan trọng cần nói vào lần sau. Bà cho rằng anh sẽ cầu hôn Marianne và rất vui vì chuyện này. Tuy nhiên khi ngày đó đến, Wiloughby nói rằng bà Smith muốn anh đến London vì việc kinh doanh và có thể anh sẽ không trở lại Barton trong vòng một năm.
Edward Ferrars tới thăm nhà Dashwood ở Barton nhưng lại có vẻ không vui. Elinor sợ rằng anh không còn tình cảm với cô nữa. Tuy nhiên, không giống như Marianne, cô không để ai thấy được nỗi buồn của mình, cảm thấy rằng cô có nghĩa vụ phải bình tĩnh vì mẹ và em gái mình, những người luôn tin tưởng vào tình yêu của Eaward dành cho cô.
Anne và Lucy Steele, em họ của Phu nhân Middleton, tới thăm Barton Park. Ngài John nói với Lucy rằng Elinor có tình cảm với Edward Ferrars, và Lucy đã nói với Elinor rằng cô (Lucy) và Edward đã bị mật đính ước 4 năm trước. Ban đầu, tuy Elinor trách Edward, nhưng sau đó cô nhận ra khi anh đính ước với Lucy, anh vẫn còn trẻ và có lẽ mắc sai lầm. Cô nghĩ rằng (và hi vọng rằng) Edward không yêu Lucy, nhưng anh sẽ vẫn cưới cô vì không muốn tổn hại danh dự của Lucy. Elinor che giấu nỗi thất vọng của mình và cố chứng minh với Lucy là cô không hề có tình cảm với Edward. Điều này rất khó khăn vì cô thấy Lucy không thực sự yêu bản thân Edward và có lẽ sẽ làm anh không vui.
Mùa đông năm đó Elinor và Marianne tới ở nhà của bà Jennings ở London. Những lá thư của Marianne gửi cho Wiloughby không hề được đáp lại, và anh cử xử với cô rất lạnh lùng khi vô tình trông thấy cô ở bữa tiệc. Sau này anh đã viết thư cho Marianne, nói rằng anh đã đính ước với cô Grey, một quý cô giàu có với địa vị cao và tài sản 50 nghìn bảng (tương đương năm triệu bảng hiện nay). Marianne thú nhận với Elinor là cô và Wiloughby chưa bao giờ đính ước, nhưng cô yêu anh và anh làm cô tưởng rằng anh cũng yêu cô.
Đại tá Brandon nói với Elinor rằng Wiloughby đã quyến rũ người mà ông bảo trợ, cô gái Eliza Williams 15 tuổi, và rời bỏ cô khi cô có thai. Brandon từng yêu mẹ của cô Williams, một người phụ nữ rất giống Marianne mà cả cuộc đời bà đã bị phá hủy bởi cuộc hôn nhân không hạnh phúc với anh trai ngài Đại tá.
Vì Fanny Dashwood không thích hai người em chồng của cô (Elinor và Marianne), cô từ chối gợi ý của chồng là mời họ đến ở với cô. Thay vào đó, cô mời hai chị em nhà Steele. Lucy Steele trở nên rất ngạo mạn và nói với Elinor rằng bà Ferrars (mẹ của Edward và Fanny) rất quý mến cô. Thực ra Fanny và bà Ferrars thích chị gái Lucy, Anne Steele. Khi bà Ferrars phát hiện ra rằng Edward và Lucy đã đính ước, bà đã rất tức giận và ra lệnh Edward phải kết thúc ngay với Lucy ngay lập tức. Tuy nhiên, anh không đồng ý, và bà cũng từ anh, đồng thời ngay lập tức chuyển sang yêu quý người em trai Robert. Elinor và Marianne cảm thấy tiếc cho Edward, và cho rằng anh rất đáng kính trọng khi cưới người phụ nữ đã đính ước với anh mà anh không hề yêu.
Edward dự định một kế hoạch kiếm tiền khi bà Ferrars đã từ anh, và Đại tá Brandon mời anh làm việc tại Delaford, nơi ở của ông, với hai trăm bảng một năm. Elinor gặp Robert và rất ngạc nhiên khi Robert không hề day dứt khi nói về chuyện anh trai mình bị từ.
Qua mùa đông, hai chị em nhà Dashwood bắt đầu trở về Barton, đi qua Cleveland, nơi ở của một người con rể khác của bà Jennings là ông Palmer. Ở đây, vì rất buồn về chuyện với Wiloughby, Marianne không để tâm đến sức khỏe và ốm nặng. Nghe tin, Wiloughby tới Cleveland và nói với Elinor là anh thực sự yêu Marianne, nhưng khi bà Smith phát hiện ra chuyện anh quyến rũ Eliza Williams và từ anh, anh quyết định lấy cô Grey.
Elinor nói với Marianne về chuyến viếng thăm của Wiloughby. Marianne thừa nhận rằng tuy cô yêu Wiloughby, cô sẽ không thể hạnh phúc với một người đàn ông phóng đãng với đứa con ngoài giá thú. Cô cũng nhận ra rằng cô ốm là do nỗi buồn phiền, và sau đó đã quyết tâm thay đổi con người đầy tình cảm của mình nhờ sự động viên và lý trí của Elinor.
Nhà Dashwood nghe tin Lucy đã kết hôn với anh Ferrars. Khi bà Dashwood thấy nỗi buồn của Elinor, cuối cùng bà đã nhận ra tình cảm của Elinor dành cho Edward và thấy tiếc là mình đã không quan tâm đến cô hơn. Tuy nhiên, ngày hôm sau, Edward đến và cho biết rằng đó là em trai của anh, Robert Ferrars, là người đã kết hôn với Lucy. Anh nói anh đã rơi vào cái bẫy của Lucy, cô rời bỏ anh và cưới Robert, người bây giờ đã trở nên giàu có. Edward cầu hôn Elinor, và cô đồng ý. Edward sau đó đã giảng hòa với mẹ mình, và sau đó bà đã đưa cho anh 10 nghìn bảng. Anh cũng giảng hòa với người em gái Fanny. Edward và Elinor chuyển tới Delaford. Tuy nhiên, bà Ferrars vẫn quý mến Robert và Lucy hơn Edward và Elinor.
Bà Smith cuối cùng cũng dành gia sản của cha Wiloughby lại cho anh, khi thấy anh kết hôn với một người phụ nữ tốt đã cứu rỗi anh. Wiloughby nhận ra rằng nếu cưới Marianne cũng sẽ có kết quả như vậy, và nếu anh cư xử từ tế, anh đã có thể có cả tiền bạc và tình yêu.
Hai năm sau, Marianne lớn lên, và ở tuổi 19, cô quyết định cưới Đại tá Brandon. Tính cô không bao giờ làm gì nửa vời, và cô đã yêu Brandon nhiều như ngay trước cô yêu Wiloughby. Nhà của Đại tá gần nơi ở của Elinor và Edward, và vì vậy nên hai chị em và chồng của họ có thể thường xuyên viếng thăm nhau.
Bà Dashwood vẫn ở Barton cùng với Margaret. Và khi Marianne tới Delaford, Margaret đã trưởng thành hơn, và Ngài John và bà Jennings lại tiếp tục hào hứng tìm cho cô một người chồng.

## Nhân vật trongLý trí và Tình cảm
- Henry Dashwood
- Bà Dashwood
- Elinor Dashwood
- Marianne Dashwood
- Margaret Dashwood
- John Dashwood
- Fanny Dashwood
- Ngài John Middleton
- Phu nhân Middleton
- Bà Jennings &mdash
- Edward Ferrars
- Robert Ferrars
- Bà Ferrars
- Đại tá Brandon
- John Willoughby
- Charlotte Palmer
- Thomas Palmer
- Lucy Steele
- Anne/Nancy Steele
- Sophia Grey
- Ngài Morton
- Cô Morton
- Ông Pratt
- Beth Williams
- Bà Smith